# Rocabarraigh
Rocabarraigh o Rocabarra es una isla fantasma o una roca en los mitos gaélico escoceses; en tal mitología se supone que reaparecerá antes del fin del mundo. 
"Nuair a thig Rocabarra ris, is dual gun tèid an Saoghal a sgrios".
(Cuando Rocabarra retorne, el mundo quedará arruinado)

## Descripción
El nombre de la isla mítica frecuentemente es confundido con el de Rockall, un islote real en el océano Atlántico Norte. Por ejemplo cuando Martin Martin visitó Saint Kilda en 1716, ha hecho referencias a Rockoll, pero no en relación con Rockall sino a Rockabarra (Rocabarraigh). 
El nombre se originaría en las lenguas célticas, barraigh (bar-ey) bastante común en los topónimos irlandeses. Roca puede provenir de goidelico- gaélico rocail cuyo significado es rompiente o rugiente.